# Patersberg

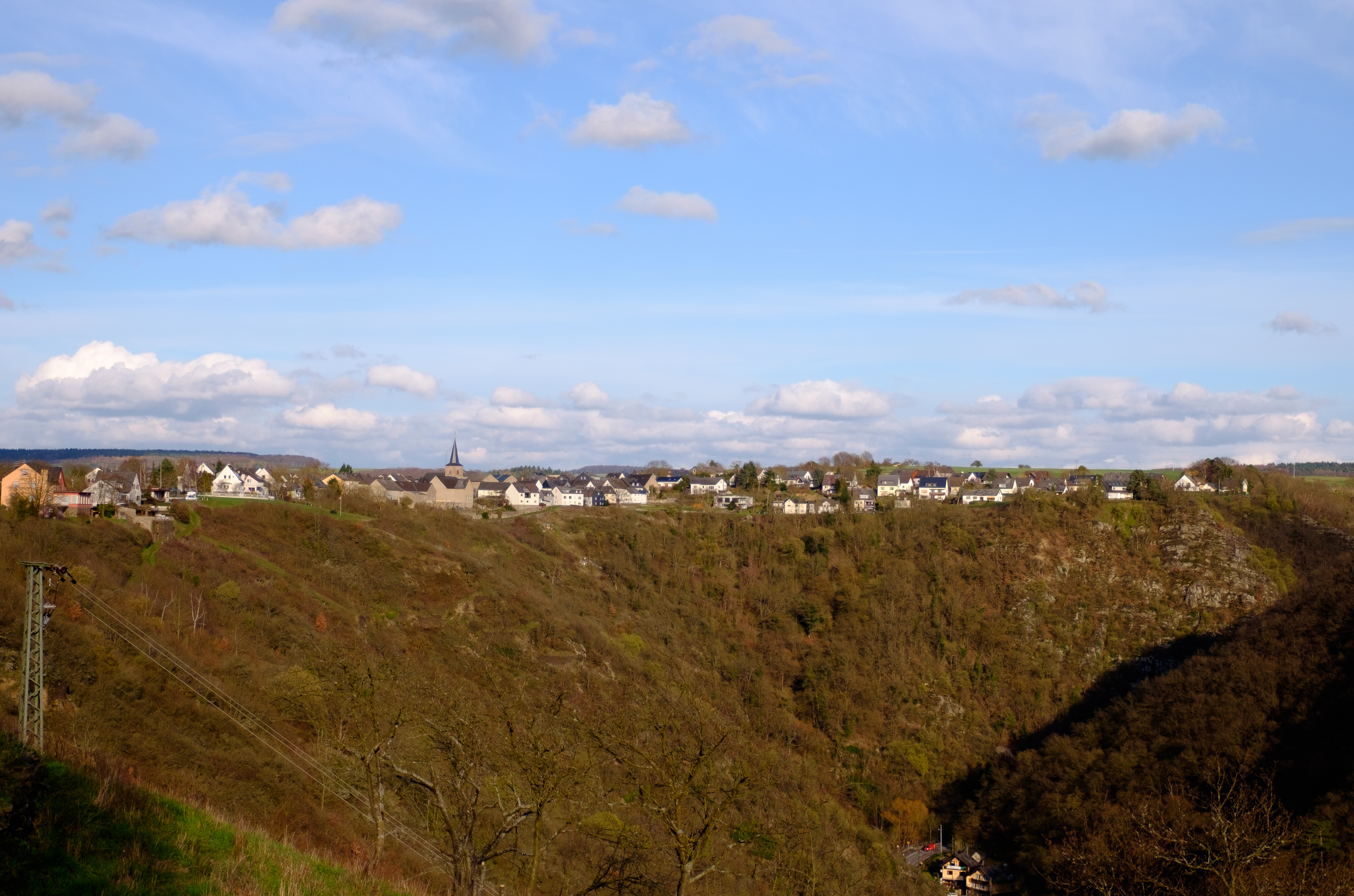
Ortsansicht von Patersberg oberhalb eines Nebentals des Rheintals.

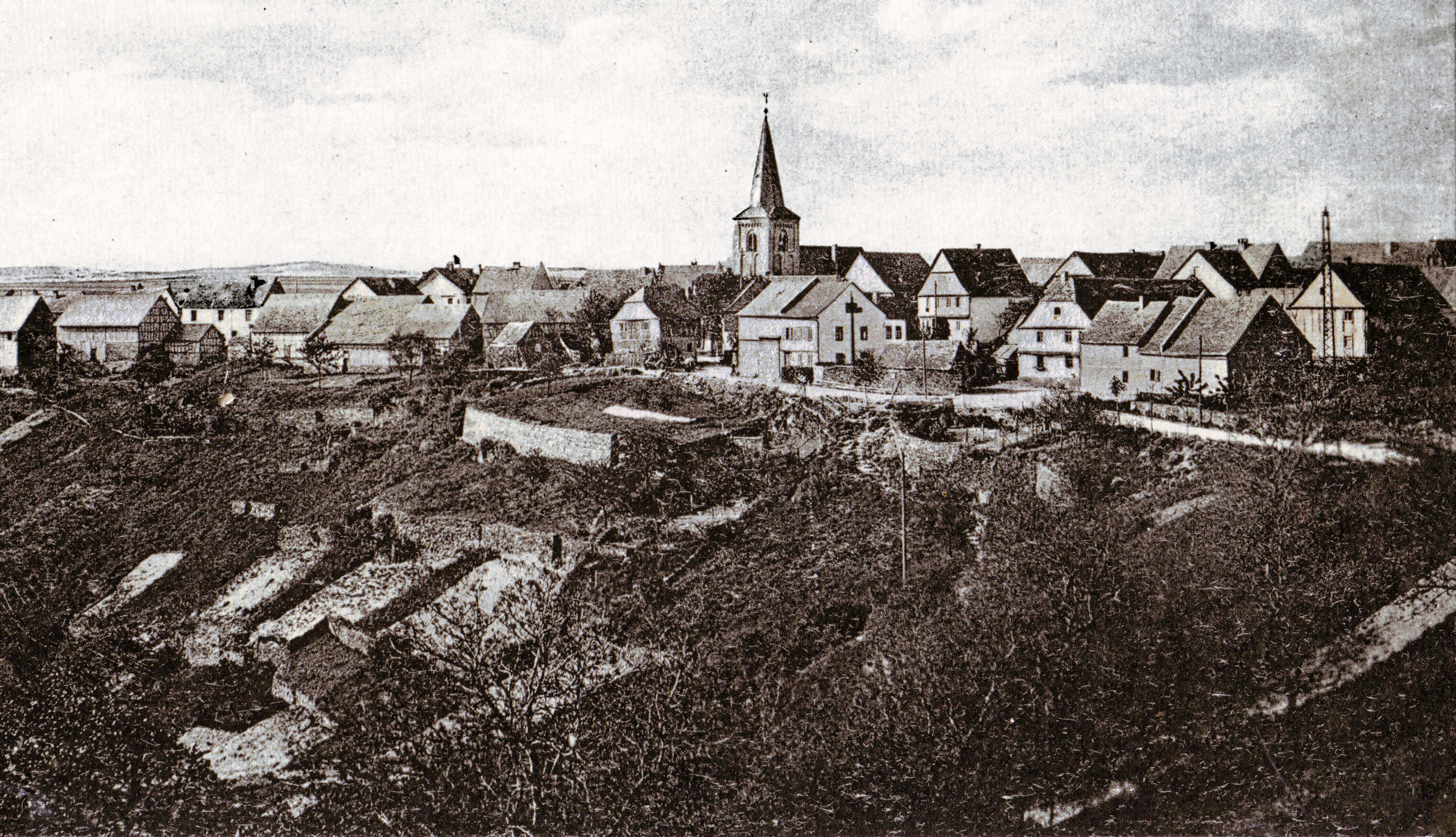
Patersberg um 1920

Patersberg ist eine Ortsgemeinde im Rhein-Lahn-Kreis in Rheinland-Pfalz. Sie gehört der Verbandsgemeinde Loreley an, die ihren Verwaltungssitz in St. Goarshausen hat. Patersberg ist ein staatlich anerkannter Erholungsort.

## Geographie
Der Ort liegt oberhalb des Rheintals östlich von Sankt Goarshausen auf einem lang gestreckten Bergrücken, eng begrenzt von den Tälern des Forst- und des Hasenbachs. Mit seinen Ausblicken zur Loreley sowie zu den Burgen Katz, Maus und Rheinfels („Dreiburgenblick“) besitzt der Ort seit zwei Jahrhunderten weltbekannte Motive inmitten des UNESCO-Welterbes Oberes Mittelrheintal.
Zu Patersberg gehören auch die Wohnplätze Forstbachtal und Hasenbachtal.
Nachbarorte von Patersberg sind die Ortsgemeinden Lierschied im Nordosten, Reichenberg im Osten und Bornich im Südosten, sowie die Stadt St. Goarshausen im Westen.

## Geschichte
Patersberg liegt an einem alten Verkehrsweg aus der Keltenzeit, der vom Rhein durch das Hasenbachtal auf die Höhe führt. Die Römer befestigten den alten Weg als Straße für größere Transporte. Erstmals gesichert urkundlich erwähnt wurde Patersberg als „Padinsaberg“ um 1250 in einer Urkunde der Grafen Diether V. von Katzenelnbogen und seines Bruders Eberhard I. von Katzenelnbogen, in der sie die Leibeigenen in einem Gebiet, in dem auch Patersberg lag, unter sich aufteilen. Mit St. Goarshausen, Bornich und Offenthal gehörte der Ort den Grafen von Isenburg, von denen er vertraglich der Tochter Ludwigs I. von Isenburg-Cleberg, Irmgard, als Mitgift 1284 in die Ehe mit Diethers V. Sohn Wilhelm I. von Katzenelnbogen eingebracht wurde. Der Ortsname wandelte sich im Laufe der Jahrhunderte über „Pfadsberg“, „Padisberg“ bis zu Patersberg. Nach dem Aussterben des Katzenelnbogener Grafengeschlechtes mit Johannes’ IV. Sohn Graf Philipp I. von Katzenelnbogen im Jahre 1479, erbte Heinrich III. der Reiche, Landgraf von Hessen, ihren Besitz. Zwei Großfeuer von 1546 und vom Karfreitag (30. März) 1584 zerstörten das Dorf fast vollständig, bei letzterem brannte auch die Kirche bis auf die Wände nieder, deren Teile aus verschiedenen Zeitepochen stammen (12. bis 14. Jahrhundert). Der inzwischen durch einen Wassergraben mit dichter Hecke und talseitig durch eine Mauer befestigte Ort war nur durch die beiden bewachten Tore, Wassertor und Gloppertor, zu betreten und gewährte in den Wirren des Dreißigjährigen Krieges (1618 bis 1648) vielen Bewohner umliegender Dörfer Sicherheit vor umherziehenden, brandschatzenden Soldaten. Ein tiefer, ergiebiger Dorfbrunnen aus dem Jahre 1556 spendete bis 1924 den Bewohnern frisches Wasser. In den Jahren 1632 bis 1635 forderte die Pest in dem übervölkerten Ort hunderte von Opfern. Patersberg blieb vor Zerstörungen weiterhin bewahrt, zahlreiche Fachwerkhäuser aus der Zeit nach 1584 stehen noch heute.
Nach der Teilung der Landgrafschaft Hessen 1567 kam zunächst Hessen-Rheinfels in den Besitz von Patersberg, nach deren Aussterben 1583 Hessen-Marburg. Nachdem die Marburger 1604 ausstarben, erhielt Hessen-Kassel die Niedergrafschaft Katzenelnbogen und damit Patersberg. Im Dreißigjährigen Krieg wechselten die Besitzverhältnisse mehrmals zwischen Hessen-Darmstadt und Hessen-Kassel, letzteres behielt diese bis zum Einmarsch Napoleons.
In der Zeit von 1806 bis 1813 gehörte Patersberg zum französisch verwalteten sogenannten "pays réservé", nach dem Wiener Kongress kam der Ort an das Herzogtum Nassau und wurde dem neu gebildeten Amt St. Goarshausen zugeordnet. Infolge des sogenannten Deutschen Krieges wurde das Herzogtum 1866 von Preußen annektiert. Zunächst dem Rheingaukreis angehörig, wurde Patersberg bei der Verkleinerung der Kreise 1886 dem neuen Kreis Sankt Goarshausen (1962 in Loreleykreis umbenannt) zugeordnet.
Nach dem Ersten Weltkrieg war Patersberg bis zum Abzug der Franzosen 1929 besetzt, nach dem Zweiten Weltkrieg lag er ebenfalls in der französischen Besatzungszone und wurde 1946 Teil des neu gebildeten Landes Rheinland-Pfalz. Am 7. Juni 1969 gelangte der Ort durch die im Zuge der rheinland-pfälzischen Kommunalreform erfolgte Zusammenlegung von Loreley- und Unterlahnkreis zum neu gebildeten Rhein-Lahn-Kreis.

## Politik

### Gemeinderat
Der Gemeinderat besteht aus acht Ratsmitgliedern, die bei der Kommunalwahl am 9. Juni 2024 in einer Mehrheitswahl gewählt wurden, und dem ehrenamtlichen Ortsbürgermeister als Vorsitzendem.

### Bürgermeister
Karl Groß wurde am 15. März 2022 Ortsbürgermeister von Patersberg. Da für eine am 16. Januar 2022 angesetzte Direktwahl keine Wahlvorschläge eingereicht wurden, oblag die Neuwahl gemäß Gemeindeordnung dem Rat, der sich für Groß entschied. Bei der Direktwahl am 9. Juni 2024 wurde Groß als einziger Bewerber mit einem Stimmenanteil von 96,8 % für weitere fünf Jahre in seinem Amt bestätigt.
Die Vorgänger von Karl Groß waren Andreas Groß, der das Amt seit 2011 ausübte, es mit Wirkung zum 31. Oktober 2021 jedoch aus persönlichen Gründen niedergelegt hatte, sowie zuvor Frank Lautenbach.

### Wappen
| Wappen von Patersberg | Blasonierung: „In von Gold und Blau gespaltenem Schild ein silberner Löwe, zwischen den Vorderpranken ein blaues Schildchen, darin ein linksgewendeter, silberner Hahn.“ |
| Wappen von Patersberg | |

## Kultur und Sehenswürdigkeiten
In der Denkmalliste des Landes Rheinland-Pfalz (Stand: 2025) werden folgende Kulturdenkmäler genannt:
- Evangelische Pfarrkirche, ältester Bestandteil ist das romanische Schiff (wohl 12. Jahrhundert)
- Pfarrhaus, Putzfachwerkbau (wohl frühes 19. Jahrhundert)
- Denkmalzone Hauptstraße, geschlossener Straßenabschnitt mit Fachwerkhäusern aus dem 17. bis 19. Jahrhundert
- Sieben Wohnhäuser aus dem 16. bis 19. Jahrhundert
- Ehemalige Schule (Reformarchitektur, 1912)
- Pumpbrunnen aus Gusseisen (1894)

## Wirtschaft und Infrastruktur
Patersberg wird von der Kreisstraße 88 an das Straßenverkehrsnetz angeschlossen.